# Watch (песня Билли Айлиш)
«Watch» (стилизовано под строчные буквы) — песня американской певицы Билли Айлиш с её дебютного мини-альбома Don’t Smile at Me (2017). Написанная и спродюсированная братом Айлиш Финнеасом О’Коннелл, она была выпущена 30 июня 2017 года в качестве третьего сингла мини-альбома.
Электропоп и поп-баллада, текст песни «Watch» адресован Айлиш, завершающей токсичные отношения. Песня была в конечном счёте сертифицирована платиновой в США, Австралии и Канаде Американской ассоциацией звукозаписывающих компаний (RIAA), Австралийской ассоциацией звукозаписывающих компаний (ARIA) и Music Canada (MC) соответственно. Музыкальное видео на песню было выпущено 18 сентября 2017 года и было снято режиссёром Меган Парк. В нём Айлиш поджигает остатки токсичных отношений и бросает своего бывшего парня. «Watch» была исполнена во время концертного тура When We All Fall Asleep Tour.

## Предыстория и музыка
Эта песня о том, как Айлиш оставила позади свои токсичные отношения.

## Отзывы
В 2020 году Insider поместил песню под 22 номером в свой список лучших песен Билли Айлиш.

## Сертификации
| Регион | Сертификация | Продажи   |
| --- | ------------ | --------- |
| Австралия (ARIA) | Платиновый   | 70 000    |
| Канада (Music Canada) | Платиновый   | 80 000    |
| Мексика (AMPROFON) | Золотой      | 30 000    |
| Великобритания (BPI) | Золотой      | 400 000   |
| США (RIAA) | Платиновый   | 1 000 000 |
| * Данные о продажах приведены только на основе сертификации. · Данные о продажах + прослушиваниях приведены только на основе сертификации. |              |           |